# Sertolijeve ćelije
Sertolijeve ćelije su ćelije koje se nalaze u zidu semenih kanalića muških polnih žlezda (testisa). One ne grade spermatozoide već ih ishranjuju. Sertolijeve ćelije se ne dele.
Sertolijeve ćelije su neophodne za seksualno razviće muškarca. Tokom razvića, gen  aktivira SOX9, koji zatim aktivira i formira povratnu petlju sa FGF9. Proliferaciju i diferencijaciju sertolijevih ćelija uglavnom aktivira FGF9. Odsustvo FGF9 je jedan od faktora koji dovode do razvića osoba ženskog pola.